# Ozon (Acolin)
Der Ozon ist ein Fluss in Frankreich, der in den Regionen Auvergne-Rhône-Alpes und Bourgogne-Franche-Comté verläuft. Er entspringt nördlich des Flugplatzes Aerodrome de Moulins-Montbeugny sowie der Bahnlinie von Moulins nach Mâcon im Gemeindegebiet von Yzeure, entwässert zunächst durch eine Reihe aufgestauter Teiche generell Richtung Nordost bis Nord und mündet nach rund 27 Kilometern beim Weiler La Grange, im Gemeindegebiet von Cossaye als linker Nebenfluss in den Acolin. Auf seinem Weg durchquert der Ozon die Départements Allier und Niévre.

## Orte am Fluss
(Reihenfolge in Fließrichtung)
- Lusigny
- Chézy
- Lucenay-lès-Aix

## Sehenswürdigkeiten
- Schloss Château de Pommay in Lusigny (Monument historique)